# Traité de Paris (1900)
Pour les articles homonymes, voir traité de Paris.
Le traité de Paris, signé le 27 juin 1900 entre la France et l'Espagne, concerne les possessions coloniales en Afrique, notamment au Sahara occidental et en Guinée équatoriale. La France et l'Espagne sont représentées par Théophile Delcassé et Fernando León y Castillo.

## Contenu
Selon les termes du traité, toutes les revendications françaises sur Río Muni étaient abandonnées, ouvrant la voie à l'instauration de la Guinée espagnole (devenue indépendante en 1968 en tant que Guinée équatoriale). Toutefois, le traité garantissait à la France le droit de préempter tous les territoires de Río Muni si l'Espagne décidait d'y abandonner (ou de vendre) ses possessions.
La frontière actuelle entre la Guinée équatoriale et le Gabon est établie.